# Arnaud (prénom)
Pour les articles homonymes, voir Arnaud.
Cette page présente le prénom Arnaud ainsi que ses variantes.
Arnaud est un prénom masculin français. Les Arnaud sont fêtés les 10 février et 14 mars. La forme féminine est Arnaude.
Arnaud est aussi un patronyme.

## Étymologie
Il s'agit d'un anthroponyme d'origine germanique basé sur les éléments ARN « aigle » et VALD du germanique commun *waldaʐ « dirigeant, chef » ou *walda-« puissance, pouvoir ».
Les formes qui font référence sont les anthroponymes vieux haut allemand Arnwald, Arnoald et Aranold.
C'est pourquoi on trouve également en français des formes en -aud (cf. suffixe -aud, autrement graphié -aut, -ault) et d'autres en -oud (autre graphie -out, -oult), d'où les prénoms et patronymes français Arnaut, Arnault, Arnold (emprunt récent), Arnoult, Arnoud.

## Variantes du prénom et du patronyme en français
- Arnoul ;
- Arnould ;
- Arnoult ;
- Naud, Naudet, Naudin.[réf. nécessaire]
- Arnault
- Arnauld

### Formes étrangères
- Arnaldr (vieux norrois)
- Arnaldur (islandais, féroïen)
- Arnald (scandinave)
- Arnvald (vieux suédois, suédois, norvégien)
- Earnweald (vieil anglais)
- Arnaldus (latin médiéval)
- Arnoldus (latin médiéval, scandinave)
- Arnaldo (italien, castillan, portugais)
- Arnoldo et Arnoldi (italien)
- Arnold (vieux danois, vieux suédois, allemand moderne, etc.)
- Aernout (néerlandais)
- Arnoud (néerlandais)
- Arndt variante de Arendt, forme bas allemand.
- Arnau (catalan)
- Arunō en japonais アルノ

### Hypocoristiques
- Arno, variante germanique occidentale de tous les anthroponymes commençant par Arn-, également latinisation
- Arni, Arne, variantes scandinaves de tous les anthroponymes commençant par Arn-. Utilisé aussi en Colombie-Britannique, au Canada anglophone
- Nono
- Nano[réf. nécessaire]
- En Flandre : Naudje[réf. nécessaire]
- Noon, None[réf. nécessaire]

## Popularité du nom
Prénoms et noms de familles Arnaud portés en France :
- site notrefamille.com [archive]
- Répartition par départements (France, 1891-1990) du patronyme « Arnaud » [archive] fournie par l’Insee et présentée par le site Géopatronyme

## Personnalités portant ce prénom
- Pour l'ensemble des articles sur les personnes portant ce prénom, consulter :
  - la liste des articles dont le titre commence par ce prénom
  - les listes produites par Wikidata : Liste des personnes de prénom « Arnaud » — même liste en incluant les éventuels prénoms composés qui contiennent « Arnaud ».

### Personnalités historiques
- Arnaud Ier de Carcassonne, comte de Comminges et de Carcassonne de 933 à 957
- Arnaud Ier, évêque de Maguelone de 1029 à 1060
- Arnaud de Brescia, réformateur religieux italien du XIIe siècle
- Arnaud de Tintignac, troubadour et noble limousin du XIIe siècle
- Arnaud Ier de Roquefeuil (c. 1185-c. 1241), noble seigneur languedocien, membre de la maison de Roquefeuil
- Arnaud de Villeneuve, chevalier languedocien ayant participé aux croisades en Terre Sainte
- Arnauld de Banyuls, chevalier catalan, commandeur de l'ordre du Temple
- Arnaud de Villeneuve, médecin et théologien valencien, du Moyen Âge
- Arnaud-Guilhem de Béarn, seigneur béarnais du XIVe siècle
- Arnaud de Villemur, homme d'église français, Cardinal-prêtre de Saint-Sixte de 1350 à 1355
- Arnault Guilhem de Barbazan, conseiller et premier chambellan du Dauphin Charles, capitaine français durant la guerre de Cent Ans et compagnon d'armes de Jeanne d'Arc
- Arnauld Oihénart, poète, linguiste et historien basque du XVIIe siècle
- Arnaud de La Porte, ministre de la Marine en 1789, ministre de la Maison du roi Louis XVI de 1790 à 1792

### Personnalités modernes ou contemporaines
- Arnaud de Belenet, sénateur de Seine-et-Marne depuis 2017
- Arnaud Beltrame, officier supérieur de gendarmerie français
- Arnaud Boetsch, joueur de tennis français
- Arnaud Clément, joueur de tennis français
- Arnaud Coyot, coureur cycliste français
- Arnaud Demanche, artiste
- Arnaud Démare, coureur cycliste français
- Arnaud Decléty, politicien belge
- Arnaud Desjardins, auteur français
- Arnaud Deslandes, homme politique français
- Arnaud Devillers, prêtre français, supérieur de la fraternité sacerdotale Saint-Pierre de 2000 à 2006
- Arnaud Ducret, comédien français
- Arnaud Garnier, freestyler footballeur français
- Arnaud Gérard, coureur cycliste français
- Arnaud Ghislain, athlète belge
- Arnaud Giovaninetti, acteur français
- Arnaud Hybois, kayakiste français
- Arnaud Di Pasquale, joueur de tennis français
- Arnaud Lagardère, chef d'entreprise français
- Arnaud Maire, footballeur français
- Arnaud Montebourg, homme politique français, ministre du Redressement productif de 2012 à 2014
- Arnaud Petit, grimpeur français
- Arnaud Tournant, coureur cycliste français
- Arnaud Tsamere, humoriste français
- Arnault Tzanck, médecin français

### Saint chrétien
- Bienheureux Arnaud, honoré le 10 février et le 14 mars